# Can Gallina
Can Gallina és una obra de Canet de Mar (Maresme) protegida com a Bé Cultural d'Interès Local.

## Descripció
Aquest edifici és una vil·la agrícola de finals del segle xix de major importància. Està format per un cos principal i una torre, units a través d'una terrassa a nivell de primera planta. La composició de la façana de l'edifici principal és simètrica respecte d'un eix central on se situa l'accés i el balcó més important. La tipologia de les obertures i balcons recull algunes de les característiques de l'edificació del segle xviii. La coberta és a quatre aigües sobre una planta superior totalment calada. La torre mirador, de planta quadrada, té una escala de cargol adossada i concentra tot l'esforç ornamental a la part superior a partir de l'ús d'elements industrialitzats com la balustrada i els gerros. Cal fer una menció especial, també, al valor complementari de l'arbrat que se situa a l'era davantera.